# Narzędzia kombinowane
Narzędzia kombinowane – typ narzędzia kamiennego, w których na jednym półsurowiaku wykonane zostały dwa różne narzędzia. Mogą to być dwa narzędzia tego samego typu (np. rylec + rylec) bądź różniące się od siebie (np. drapacz + przekłuwacz). Jest to forma narzędzi występująca często w artefaktach kultur górnopaleolitycznych. Najczęściej kombinowanymi przyborami były drapacze, przekłuwacze, półtylczaki i rylce.